# Сергій Котовський

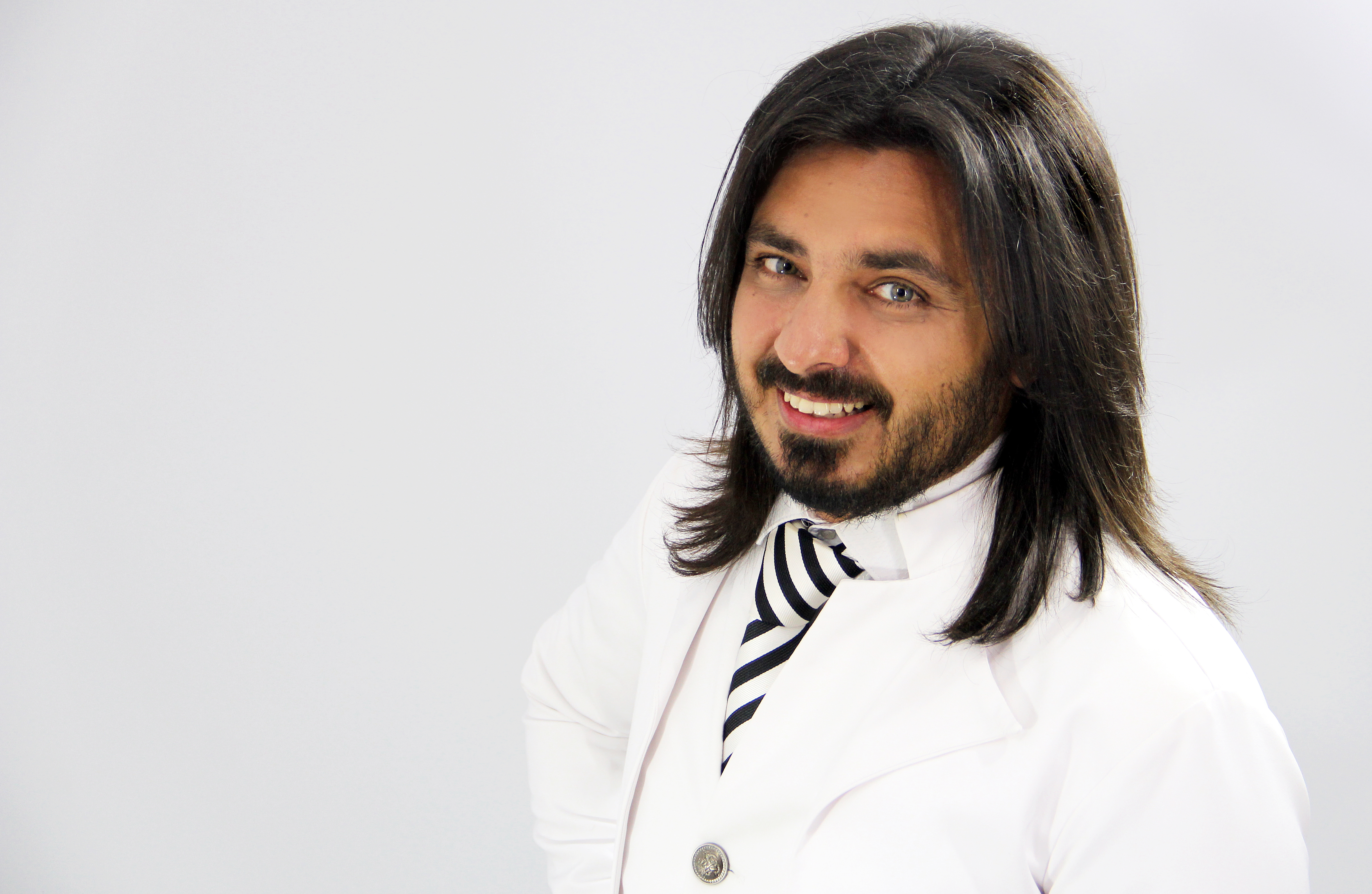

Котовський Сергій Йосифович – український співак, композитор, аранжувальник і режисер, директор Культурно-мистецького центру «Острів дитинства», м. Львів

## Композиторська діяльність
Сергій Йосифович є автором музики до театральних вистав, оригінального музичного оформлення телепрограм Львівської студії телебачення 
Музика до вистав:
- -	«Цар Ох» (Перший український театр для дітей та юнацтва, реж. М. Лукавецький, 2000 р.
- -	«Маргаритка» (Національний академічний український драматичний театр ім. М. Заньковецької, реж. Г. Воловецька, 2001 р.)
- -	«Чарівні пригоди в країні погоди» за Б. Стельмахом (Народний музичний театр «Погулянка», реж. В. Соломіна)
- -	«Зайчик-хвалько» (Перший український театр для дітей та юнацтва, реж. О. Кравчук, 2001 р.)
- -	«Таїна» (Перший український театр для дітей та юнацтва, реж. О. Кравчук, 2002 р.)
- -	«Карлсон» (Перший український театр для дітей та юнацтва, реж. О. Шараскін, 2013 р.)
- -	«Острів дитинства» (Народний художній колектив «Острів дитинства», реж. М. Волковська, 2005 р.)
- -	«Таємниця Іліодора» (Народний художній колектив «Острів дитинства», реж. М. Волковська, 2006 р.)
- -	«Шторм» (БДЮТ Голосіївського р-ну м. Києва, реж. С. Котовський, 2007 р.)
- -	«Джин» (Народний художній колектив «Острів дитинства», реж. С. Котовський, 2009 р.)
- -	«Ці вільні метелики» (Перший український театр для дітей та юнацтва, реж. Р. Валько, 2013 р.)
- -	«Memento Vivere» (Львівський академічний театр ім. Л. Курбаса, реж. Р. Валько, 2014 р.)

Також Сергій Котовський є автором музики близько 120 пісень, написаних як у співпраці з відомими українськими поетами (Б. Стельмах, А. Канич, В. Миронюк, М. Сидор, В. Соломіна, Н. Ярема, Б. Бовшик та ін.), так і на власні тексти, виконавцями яких стали українські артисти:
- -	заслужений артист України Ігор Богдан
- -	заслужена артистка України Світлана Весна
- -	Етно-гурт "ЛЕЛЯ", співачка Андріана
- -	дитячі та молодіжні колективи та солісти у м. м. Львові, Києві, Херсоні, Івано-Франківську, Славутичі та АР Крим

## Радіо і телебачення
- -	2009-2011 р.р. – автор і ведучий музичної програми «Зіркова кафешка» (Радіо «Незалежність», львівська радіотрансляційна мережа)
- -	2009-2011 р.р. – автор дитячої розважальної програми «Важкі діти» (Радіо «Незалежність», львівська радіотрансляційна мережа)
- -	2011-2012 р.р. – автор, режисер і ведучий дитячої розважальної телепрограми «Важкі діти», ТРК «Львів»
- -	2015-2016 р.р – автор, режисер і ведучий дитячої розважальної телепрограми «Дітлахи», ТРК «Львів», канали «ЯТБ» (м. Херсон) та ПравдаТут (м. Київ)
- -	2011-2017 р.р. – продюсер і режисер тематичних музичних телепрограм львівської студії телебачення, серед героїв яких відомі постаті: О. Білозір, Б. Стельмах, І. Богдан, Я. Борута, П. Дворський, Н. Карпа, І. Федишин, А. Канич, П. Табаков, Н. Савко, О. Муха та багато інших)

## Продюсерська діяльність
- -	2015-2018 р.р – створений С. Котовським етно-гурт «ЛЕЛЯ» під його ж керівництвом веде активну концертну діяльність та стає лауреатом Всеукраїнської народної пісенної премії «Галицький шлягер» (2016, 2017 р.р.) та переможцем телепроєкту «Фольк-мюзік» (UA:Перший, 2017 р.)
- -	2017 р. – вокальний ансамбль «Острів дитинства» під керівництвом С. Котовського отримує І премію Всеукраїнського благодійного фестивалю «Чорноморські ігри (м. Скадовськ) та престижну премію «Жінка ІІІ тисячоліття» у розділі «Надія України» (м. Київ), стає переможцем глядацького голосування телепроєкту «Фольк-мюзік. Діти» (UA:Перший)
- -	2009-2014 р.р. – мюзикли С. Котовського «Острів дитинства», «Шторм», «Джин» - отримують високі нагороди на Всеукраїнських та Міжнародних театральних формумах, серед яких

•	Міжнародний фестиваль «Життя-п’єса» (м. Кітен, Болгарія, 2009 р.)
•	Міжнародний фестиваль казок «Казвовий карнавал» (м. Львів, 2013 р.)
•	Міжнародний театральний форм «Jesienne Spotkania Teatralne» (м. Лєжайск, Польща, 2014 р.)